# Esther Williams
Esther Jane Williams (Inglewood, 8 augustus 1921 – Beverly Hills, 6 juni 2013) was een Amerikaans actrice en professioneel zwemster.

## Biografie
Williams begon met zwemmen in haar jeugd en groeide uit tot een kampioen van de National AAU. In de jaren 40 werd Williams ook een actrice. Haar oudere broer Stanton Williams was een acteur in de jaren 20, maar stierf op 16-jarige leeftijd.
Toen Williams een bekende actrice werd, deed ze ook stunts, gerelateerd aan het zwemmen, waarbij ze zich meer dan eens verwondde. Zo brak ze haar nek tijdens het filmen van Million Dollar Mermaid. Verder had ze last van haar trommelvlies.
Nadat ze in 1956 Metro-Goldwyn-Mayer verlaten had, ging haar carrière achteruit. Ze stopte uiteindelijk met acteren in de jaren 60.
Williams trouwde vier keer. Met haar laatste man was ze sinds 1994 getrouwd.
Ze verscheen ook in The Milton Berle Show, in dezelfde aflevering waarin ook Elvis Presley optrad.
Esther Williams stierf thuis in haar slaap op 91-jarige leeftijd.

## Filmografie
- Andy Hardy's Double Life (1942)
- A Guy Named Joe (1943)
- Bathing Beauty (1944)
- Thrill of a Romance (1945)
- Ziegfeld Follies (1946)
- The Hoodlum Saint (1946)
- Easy to Wed (1946)
- Till the Clouds Roll By (1946), cameo
- Fiesta (1947)
- This Time for Keeps (1947)
- On an Island with You (1948)
- Take Me Out to the Ball Game (1949)
- Neptune's Daughter (1949)
- Duchess of Idaho (1950)
- Pagan Love Song (1950)
- Texas Carnival (1951)
- Callaway Went Thataway (1951), cameo
- Skirts Ahoy! (1952)
- Million Dollar Mermaid (1952)
- Dangerous When Wet (1953)
- Easy to Love (1953)
- Jupiter's Darling (1955)
- The Unguarded Moment (1956)
- Raw Wind in Eden (1958)
- The Big Show (1961)
- Magic Fountain (1963)